# Goniothalamus rongklanus
Goniothalamus rongklanus là loài thực vật có hoa thuộc họ Na. Loài này được R.M.K.Saunders & Chalermglin mô tả khoa học đầu tiên năm 2008.